# Kalcium-tartarát
A kalcium-tartarát (E354) a borkősav kalciummal alkotott vegyülete, mely a bortermelés melléktermékeként keletkezik. Élelmiszerekben savanyúságot szabályozó anyagként, emulgeálószerként, valamint fémek megkötésére alkalmazzák.
Előfordulhat halakból, gyümölcsökből, és tengeri növényekből készült ételekben, valamint egyes gyógyszerekben.
Maximum beviteli mennyisége 30 mg/testsúlykg. A szervezetben borkősavvá alakul.